# شیرآلوی برگ‌نقره‌ای
شیرآلوی برگ‌نقره‌ای (نام علمی: Englerophytum natalense) نام یک گونه از سرده شیرآلو است.